# Pterolophia fascicularis
Pterolophia fascicularis là một loài bọ cánh cứng trong họ Cerambycidae.